# Johannes Hartog
Johannes Hartog (* 22. April 1867 in Wollstein, Provinz Posen; † 8. Januar 1947 in Kiel) war ein deutscher Konteradmiral der Kaiserlichen Marine.

## Leben
Johannes Hartog trat im April 1886 in die Kaiserliche Marine ein. 1895 war er als Leutnant zur See, nachdem er dort bereits Kompanieoffizier gewesen war, Adjutant der IV. Matrosenartillerie-Abteilung.
Als Kapitänleutnant, später als Korvettenkapitän, war er von November 1904 bis November 1906 Kommandant der Luchs, welche in Ostasien stationiert war. Von Juli 1907 bis September 1910 war er Abteilungskommandeur der I. Torpedodivision (Kiel) und Flottillenchef.
Ab September 1910 war er für ein Jahr Kommandant der Stettin und wurde in dieser Position am 9. Dezember 1910 zum Kapitän zur See befördert. Von Oktober 1911 bis August 1914 war er Kommandeur der I. Torpedodivision.
Vom 1. bis 28. August 1914 war er II. Führer der Torpedoboote und vom 6. September 1914 bis 3. April 1916 I. Führer der Torpedoboote. Von April 1916 bis Dezember 1917 war er Kommandant der Derfflinger, mit welcher er an der Skagerrakschlacht teilnahm. Die Derfflinger konnte die Versenkung der britischen Schlachtkreuzer Queen Mary und Invincible erreichen, erhielt aber auch schwere Beschädigungen. Bei der Schlacht wurde das Schiff durch die sogenannte Todesfahrt der deutschen Schlachtkreuzer bekannt, wobei nach der zweiten Gefechtskehrtwendung die deutschen Schiffe unter Hartogs Führung ein besonderes Manöver fuhren. Die Derfflinger erreichte nach der Schlacht trotz Wassereinbruchs und bei über 150 toten Besatzungsmitgliedern aus eigener Kraft Wilhelmshaven. Bis Kriegsende war er als Nachfolger von Gottfried von Dalwigk zu Lichtenfels II. Admiral des I. Geschwaders, was er bis November 1918 blieb, und wurde am 27. Januar 1918 zum Konteradmiral befördert. Für die Befreiung Finnlands war am 21. Februar 1918 ein „Sonderverbandes Ostsee“ unter der Führung von Konteradmiral Hugo Meurer eingerichtet worden, welcher bis zum 2. Mai 1918 bestand. Am 9. April 1918 wurde Hartog zusätzlich zum II. Admiral des Sonderverbands und mit der Vertretung von Meurer beauftragt.
Am 7. April 1919 wurde er aus der Marine verabschiedet.